# 여자 태합기
《여자 태합기》（おんな太閤記, おんなたいこうき）는 1981년 1월 11일부터 12월 20일까지 방영되었던 19번째 NHK 대하드라마이다. 각본은 원작자인 하시다 스가코이며 작곡은 사쿠마 요시히코가 담당했다. 총 50부작으로 여성 작가의 첫 대하역사극이며 이로 인해 도요토미 히데요시의 정실 네네의 관점에서 바라본 일본의 센고쿠 시대가 작품의 배경이 된다.
그렇기에 일본의 센고쿠 팬들은 물론 여성 관점에서 원래 남성 관점을 끌어들이는 것 외에도 주부들로부터 폭넓게 지지를 받았으며 평균 시청률은 31.8 %이었다. 그 당시 히데요시를 연기하였던 니시다 토시유키는 국민 히데요시라고 불리고 그의 대사가 곧 그 해의 유행어가 되었다.

## 개요
도요토미 히데요시의 정실 · 네네 (北政所)의 관점에서 센고쿠 시대부터 에도 시대 초기 (오사카 전투)까지를 그린다.
하시다 스가코가 대하 드라마의 각본을 담당하는 것은, 본작이 처음이다. NHK에서 각본 집필 의뢰를 받았을 때 그녀는 이전부터 관심이 있던 도요토미 히데요시의 정실 · 고다이인 (네네)의 생애를 통해 여성에 초점을 맞춘 형태로 전국 시대를 그리고 싶은 취지를 NHK 측에 전달, NHK도 이를 인정했다.
하시다는 고다이인에 대한 사료 외에, 히데요시 관계의 사료에서 네네의 생활을 추측하고 드라마를 만들어 갔다. 또한 감수에 고쿠가쿠인 대학 명예 교수 (당시)에서 전국 시대 역사 연구의 일인자였던 구와타 타다치카를 맞아 고증 관계를 강화했다. 구와타는 「노부나가의 편지」등의 저서가 있으며, 네네 은밀히 보내는 응징 편지 등을 본편에 교묘하게 도입하는 등 오다 노부나가의 부하인 히데요시 · 네네 부부의 생활 묘사에 기여했다.
여성의 관점에서 전국 시대의 묘사는 기존의 남성을 중심으로 한 전국 시대의 팬층 외에도 주부층에도 폭넓은 지지를 얻고, 평균 시청률 31.8 % (2009년 현재 역대 5 위), 최고 시청률 36.8 %를 기록했다 (비디오 리서치 조사 관동 지구). 극중에서 니시다 토시유키 분장한 히데요시(藤吉郎)가 네네를 부를 때 사용한 인칭 「오카카(다랭이포)」는 그 해의 유행어까지 되고 있다.
1975년도의 대하 드라마는 각 작품 모두 20 %에서 30 % 대의 비교적 높은 시청률을 자랑하지만, 그 가운데서도 본작이 기록한 평균 시청률 31.8 %로 최고 시청률 36.8 % 특히 높다. 높은 인기 때문인지, NHK 위성 제 2 텔레비전에서 가장 빨리 전 50 회가 재방송됐다.
덧붙여 본작의 방송 해인 1981년의 첫 번째 일요일 정월 3일에 해당하지 않는 1월 4일이었지만, 본작은 1월 4일을 피하고 그 1주일 후인 1월 11일에 방송을 시작하고 있는데 1월 11일 방송을 시작한 대하 드라마 작품은 본작과 23년 후에 방송된 2004년의 「신센구미!」의 2 작품 뿐이다.
| NHK 대하드라마           | NHK 대하드라마             | NHK 대하드라마         |
| 이전 작품                | 작품명                     | 다음 작품              |
| ------------------------ | -------------------------- | ---------------------- |
| 사자의 시대 (獅子の時代) | 여자 태합기 (おんな太閤記) | 고개의 군상 (峠の群像) |